# Вороний аплонис
Вороний аплонис, или кусаиенский скворец (лат. Aplonis corvina), — вид исчезнувших воробьиных птиц из семейства скворцовых (Sturnidae). Был эндемичен для горных лесов на острове Кусаие (Федеративные Штаты Микронезии), входящим в Каролинские острова.
Вид известен только по пяти экземплярам, добытым в декабре 1827 года.

## Описание
Вороний аплонис имел длину тела 25—29,2 см. Оперение известных экземпляров полностью чёрное. Птица имела вороноподобный глянцево-чёрный, длинный изогнутый клюв, и длинный хвост. Длина цевки 38,7—33,5 мм.
Самец имел чёрное оперение, тем временем самка имела белое с небольшими вкрапинами.

## История изучения
В 1826—1829 годах состоялось первое русское кругосветное плавание на шлюпе «Сенявин» под руководством капитан-лейтенанта Федора Литке. В нём принял участие зоолог Фридрих Генрих фон Киттлиц.
Вороний аплонис известен только по образцам, которые были добыты с декабря 1827 года по январь 1828 года. Киттлиц описал новый вид в 1833 году, назвав его Lamprotornis corvina.
Вместе с вороним аплонисом был открыт ещё и кусаиенский погоныш.
Изначально, вид был описан по 6 образцам (Киттлиц писал, что добыл 3 из них лично). На 2002 год известно местонахождение 5 образцов: 3 находятся в собрании Российской академии наук в России и ещё 2 — в музее «Museum Naturalis» в Лейдене.
Современные орнитологи относят кусаиенского скворца к роду Aplonis семейства скворцовых.

## Исчезновение
Уже в 1880 году экспедиция под руководством Отто Финша не смогла найти эту птицу. Другое исследование, проведенное в 1931 году экспедицией Уитни по Южным морям Американского музея естественной истории, показало, что этот вид вымер. Его вымирание, скорее всего, было вызвано крысами, которые бежали с китобойных судов в XIX веке и получили широкое распространение на острове Кусаие.
Международный союз охраны природы признаёт вид вымершим.